# Dryopteris grandifrons
Dryopteris grandifrons är en träjonväxtart som beskrevs av Li Bing Zhang. Dryopteris grandifrons ingår i släktet Dryopteris och familjen Dryopteridaceae. Inga underarter finns listade.